# Polyrhachis boltoni
Polyrhachis boltoni is een mierensoort uit de onderfamilie van de schubmieren (Formicinae). De wetenschappelijke naam van de soort is voor het eerst geldig gepubliceerd in 1995 door Dorow & Kohout.